# کریل‌اسپرینگز (ایلینوی)
کریل‌اسپرینگز، ایلینوی (به انگلیسی: Creal Springs, Illinois) یک شهر در ایالات متحده آمریکا با جمعیت ۵۴۳ نفر است که در ایلی‌نوی واقع شده‌است.

## موقعیت جغرافیایی
موقعیت جغرافیایی شهرها و مناطق اطراف به شرح زیر است: